# Jérôme Godefroy
Pour les articles homonymes, voir Godefroy et Godard.
 (mai 2019).
Si vous disposez d'ouvrages ou d'articles de référence ou si vous connaissez des sites web de qualité traitant du thème abordé ici, merci de compléter l'article en donnant les références utiles à sa vérifiabilité et en les liant à la section « Notes et références ».
Jérôme Godefroy, né le 17 avril 1953 à Valenciennes, est un journaliste français de radio. Il a notamment travaillé, de 1978 à 1986, à Europe 1, et de 1986 à 2010, à RTL.

## Biographie

### Journaliste
Jérôme Godard, dit Jérôme Godefroy, est titulaire d'une maîtrise de lettres modernes, obtenue à l'université Lille III en 1976, et est diplômé du centre de formation des journalistes de Paris (promotion 1978).
Il commence sa carrière de journaliste en travaillant, entre 1973 et 1976, au bureau régional de l'ORTF à Lille (devenu en 1975 FR3 Nord-Picardie, puis France 3 Nord-Pas-de-Calais).
En 1978, il remporte la bourse Francis-Lauga, ce qui lui permet d'intégrer la rédaction d'Europe 1. Afin d'éviter toute confusion avec Jean-René Godart, un homonyme travaillant dans la même station, il prend le pseudonyme de Jérôme Godefroy. Il travaille sur Europe 1 jusqu'en 1986, en présentant notamment les journaux du matin aux côtés de Philippe Gildas.
En septembre 1986, il rejoint la station concurrente RTL, comme rédacteur en chef adjoint, responsable des journaux du matin. En août 1989, il part aux États-Unis pour y devenir le correspondant permanent de RTL. Basé à Washington puis à New York, il est également le correspondant américain de l'hebdomadaire Le Point jusqu'en août 2001. Durant cette période, il couvre quatre campagnes électorales américaines, douze fois les Oscars et se rend quatre fois à la Maison Blanche.
En septembre 2001, il revient en France pour devenir présentateur et rédacteur en chef des journaux du week-end sur RTL et présentateur de l'émission Le Journal inattendu. En janvier 2002, il est nommé directeur adjoint de la rédaction, tout en conservant ses fonctions.
En septembre 2003, il devient le présentateur du journal de 12 h 30 en semaine, suivi de l'émission de libre-antenne Les auditeurs ont la parole. De janvier 2004 à juin 2006, il est responsable de la matinale de la station en présentant des journaux. En septembre 2006, il est à nouveau présentateur du journal de 12 h 30, puis il anime Les auditeurs ont la parole.
Jérôme Godefroy quitte RTL à l'été 2010 après 24 ans passés dans la station.

### Acteur
Après avoir goûté au théâtre au lycée Henri-Wallon de Valenciennes, où il a obtenu un baccalauréat littéraire, Jérôme Godefroy envisage une carrière de comédien. Il est ainsi, entre 1974 et 1976, élève au conservatoire régional d'art dramatique de Lille.
Il joue un petit rôle dans un feuilleton de l'ORTF intitulé La Malle de Hambourg, réalisé par Bernard Hecht en 1972. On le revoit aussi en 1984 dans une courte scène du long-métrage Le Bon Plaisir, réalisé par Francis Girod et dont les acteurs principaux sont Catherine Deneuve et Jean-Louis Trintignant. La scène très brève où apparaît Jérôme Godefroy a été tournée dans les studios d'Europe 1, où il est à l'époque journaliste. Il interprète justement le rôle d'un journaliste de radio dans ce film adapté d'un roman de Françoise Giroud.

### Activités post-RTL
Après son départ de RTL, Jérôme Godefroy devient intervenant à l'École Supérieure de Journalisme de Lille et de Montpellier, pour enseigner aux étudiants les techniques de la radio et partager son expérience.

### Compte Twitter
Début mars 2018, Le Figaro qualifie le compte Twitter de Jérôme Godefroy de compte le plus prolixe de France, avec 154 777 tweets publiés depuis son arrivée sur le réseau social (en janvier 2009). Un an plus tard, en mars 2019, il approchait des 176 000 tweets.